# Unchained (Molly Sandén-låt)
Unchained är en dubbel A-sidasingel med låten Mirage och släpptes den 11 juli 2012 av Molly Sandén och finns med på hennes album Unchained. Låten Unchained är skriven av Molly Sandén, Aleena Gibson och Anton Hård af Segerstad.